# Bezirksgericht Kaunas

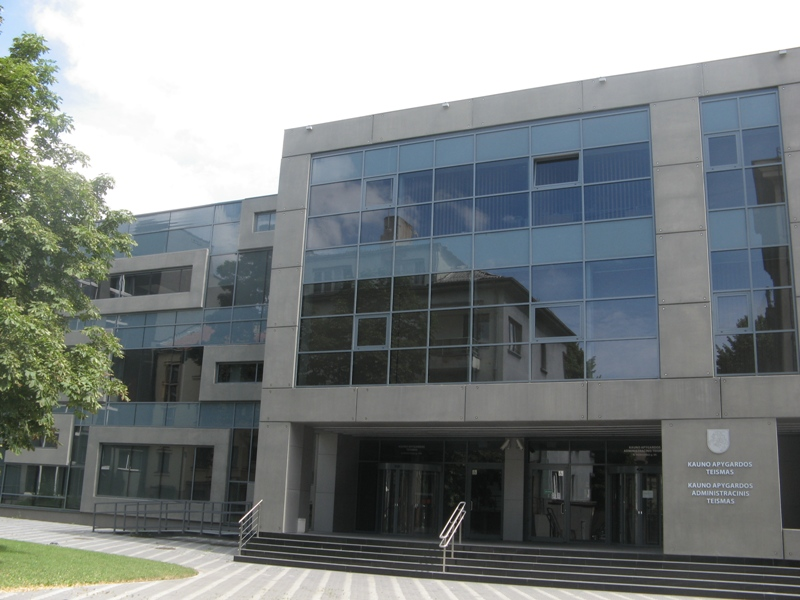
Gebäude des Bezirksgerichts

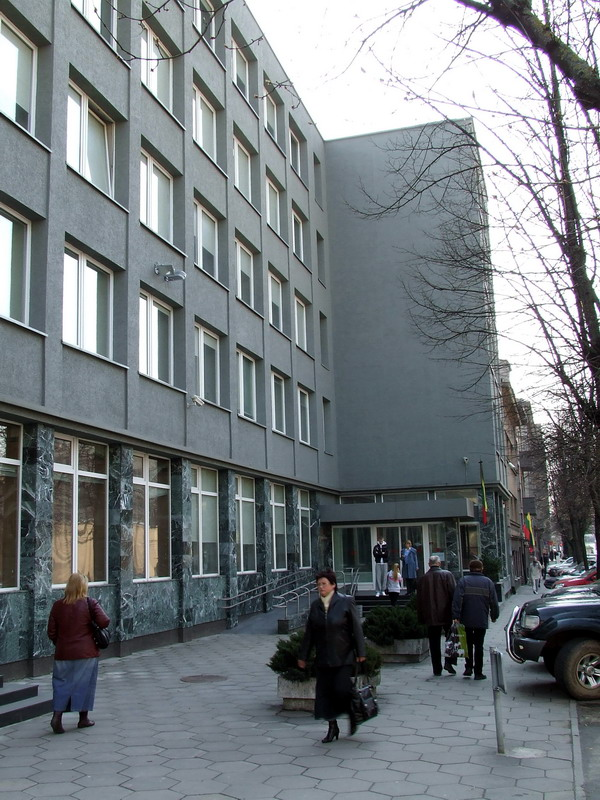
Bezirksgericht Kaunas

Das Bezirksgericht Kaunas (lit. Kauno apygardos teismas) ist der zweitgrößte der fünf Apygardos teismas in Litauen und neben dem Bezirksverwaltungsgericht Kaunas eines von zwei Bezirksgerichten in Kaunas, in der zweitgrößten litauischen Stadt.

## Geschichte
Das Bezirksgericht Kaunas wurde am 26. November 1883 als Gericht im Russischen Kaiserreich im Gouvernement Kowno erwähnt. Am 15. Dezember 1918 wurde das litauische Bezirksgericht Kaunas gegründet. Das erste litauische Gericht, das schon ab dem Dezember 1918 tätig war. Es arbeitete bis 1940 (bis zur sowjetischen Okkupation). In Sowjetlitauen gab es stattdessen ein Kreisvolksgericht.

## Struktur
- Abteilung für Strafsachen (Vorsitzender der Abteilung für Strafsachen Algimantas Smolskas)
- Abteilung für Zivilsachen (Vorsitzender der Abteilung für Zivilsachen Arūnas Rudzinskas).

## Gerichtsvorsitzende
| - 1918–1922 Vladas Mačys - 1922–1926 Simanas Petrauskas | - 1926–1933 Juozas Grigaitis - 1934–1938 Andrius Dubinskas | - 1939–1940 Karolis Žalkauskas - Seit 1995 Albertas Milinis (* 1957). |

## Untergeordnete Kreisgerichte

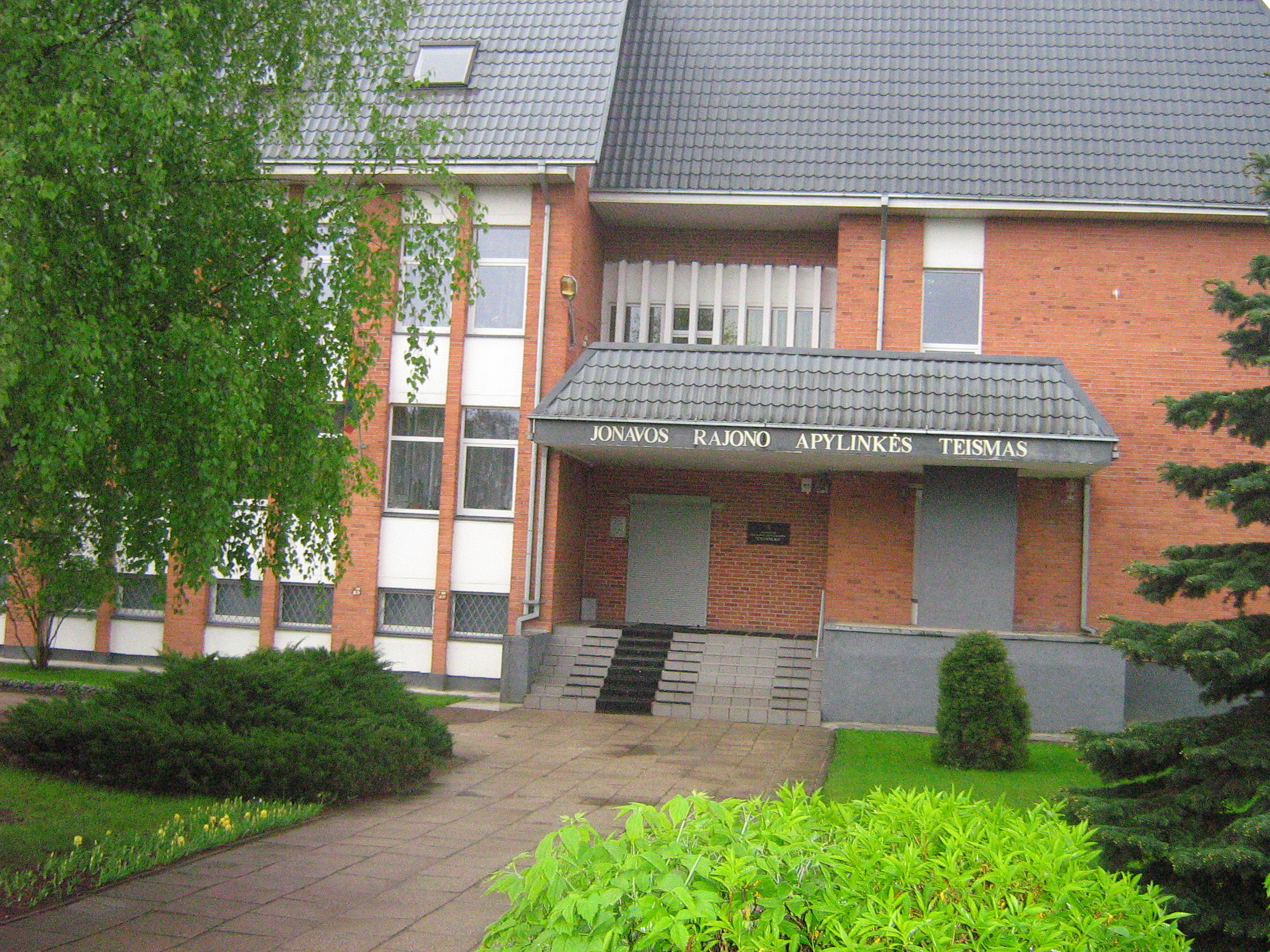
Kreisgericht Jonava

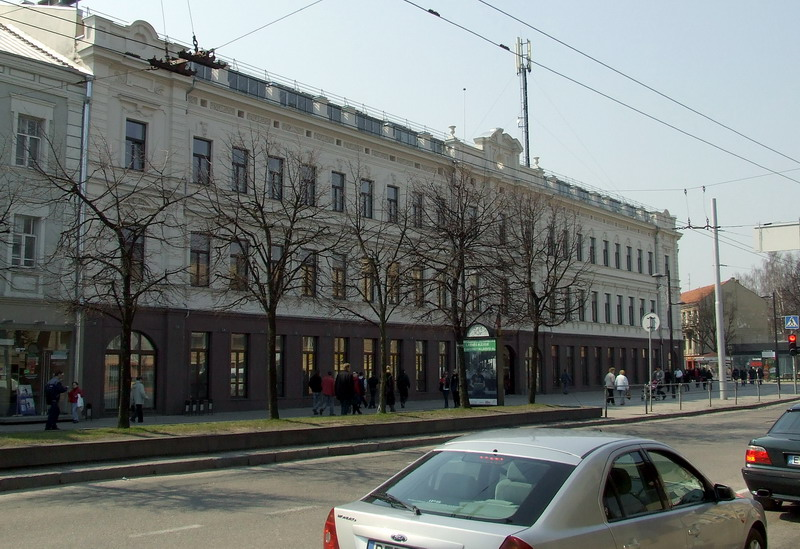
Stadtkreisgericht Kaunas

Das Bezirksgericht Kaunas als zweitinstanzliches Gericht ist zuständig für Sachen folgender Kreisgerichte:
| - Kreisgericht Alytus - Kreisgericht Jonava - Kreisgericht Jurbarkas - Kreisgericht Kaunas | - Stadtkreisgericht Kaunas - Kreisgericht Kaišiadorys - Kreisgericht Lazdijai - Kreisgericht Marijampolė | - Kreisgericht Prienai - Kreisgericht Šakiai - Kreisgericht Vilkaviškis |

## Weitere Gerichte in Kaunas
Weitere in Kaunas ansässige Gerichte sind:
Ordentliche Gerichtsbarkeit
- Kreisgericht Kaunas
- Stadtkreisgericht Kaunas

Verwaltungsgerichtsbarkeit
- Bezirksverwaltungsgericht Kaunas